# José Carlos Schwarz
José Carlos Schwarz (Bissau, 6 de desembre de 1949 – l'Havana, 27 de maig 1977) va ser un poeta i músic de Guinea Bissau. És àmpliament considerat com un dels músics més importants i influents de Guinea Bissau.
Schwarz va escriure en portuguès i francès, però va cantar en crioll. El 1970 va formar la banda Cobiana Djazz amb un grup d'amics. Després de la independència de Guinea Bissau, Schwarz es va convertir en el director del Departament d'Art i Cultura, i també el responsable dels assumptes de la joventut. El 1977, va començar a treballar a l'Ambaixada de Guinea Bissau a Cuba. El 27 de maig del mateix any, Schwarz va morir en un accident d'aviació prop de l'Havana.